# Inside Out (MC Hammer)
Inside Out è un album di MC Hammer, uscito nel 1995.
Dopo il magro successo ottenuto con The Funky Headhunter, Hammer decise di ritornare nei suoi classici panni pop.

I singoli estratti dal disco furono "Sultry Funk" e il pezzo gospel "Going up Yonder", che però non aiutarono il rapper a raggiungere il successo sperato: l'album infatti si rivelò un fallimento, fermandosi solo alla posizione numero 119 di Billboard.
Inside Out ora è ignorato e raramente citato dallo stesso Hammer.

## Tracce
1. Luv-N-Happiness
2. Sultry Funk
3. Anything Goes On The Dance Floor
4. I Hope Things Change
5. Keep On
6. Everything Is Alright
7. I Need That Number
8. Bustin' Loose
9. Nothin But Love (A Song For Eazy)
10. Goin' Up Yonder
11. He Keeps Doing Great Things For Me
12. A Brighter Day